# 奥伊勢パーキングエリア

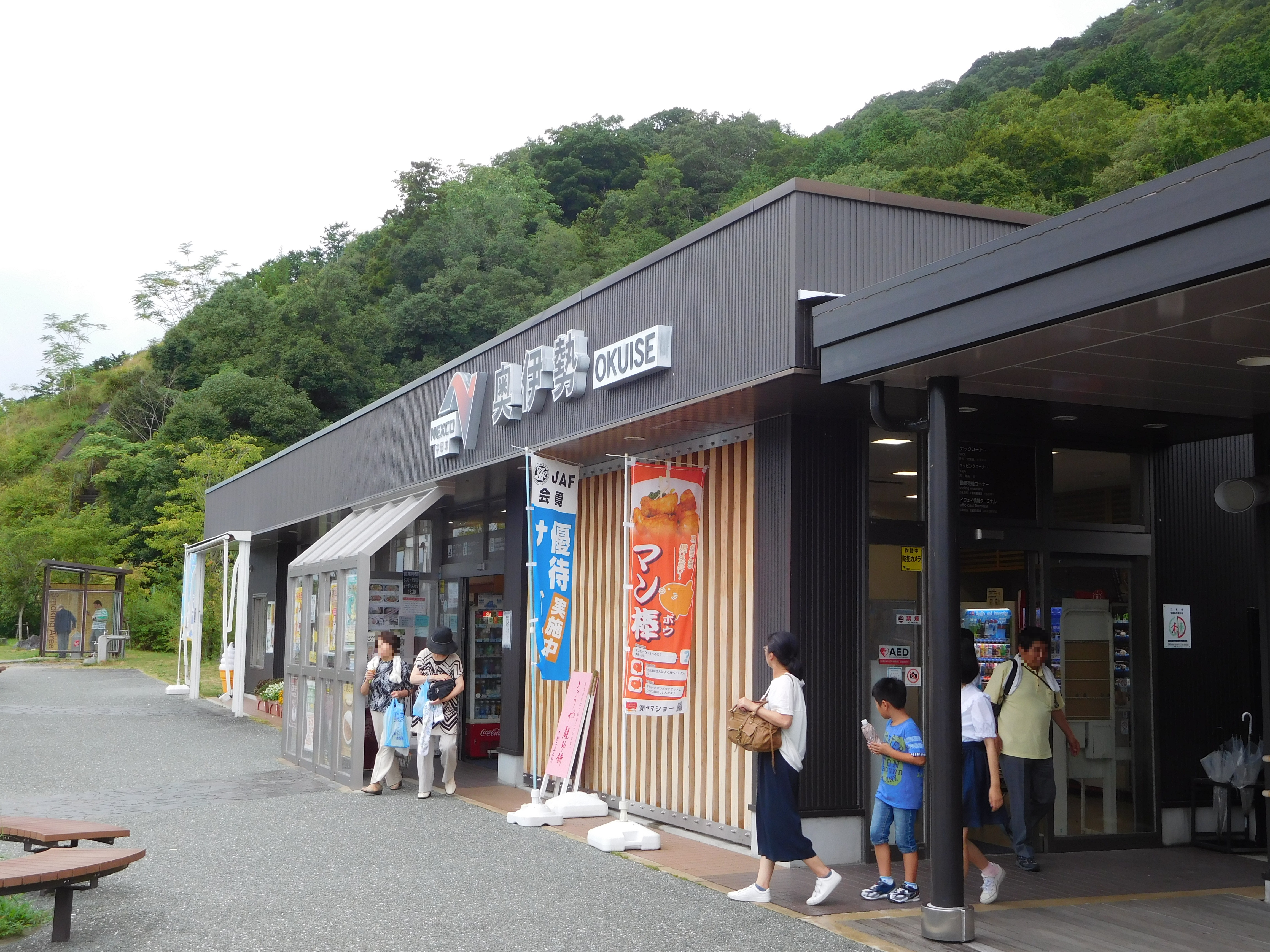
上り施設

奥伊勢パーキングエリア（おくいせパーキングエリア）は、三重県多気郡大台町にある紀勢自動車道のパーキングエリアである。
1991年（平成3年）12月3日に整備計画が決定し、大宮大台IC - 紀勢大内山ICが開通する2日前の2009年（平成21年）2月5日午前10時に開設、供用を開始した。運営会社は「奥伊勢ハイウェイパーク」（上下線共通）である。

## 道路
- E42 紀勢自動車道[1]

## 施設

### 上り線（名古屋・伊勢方面）
- 駐車場
  - トレーラー : 2台
  - 大型 : 7台
  - 小型 : 22台[1]
  - 二輪 : 4台
  - 障害者専用 : 1台[1]
- トイレ（オストメイトトイレ・ベビーベッド・ベビーチェア完備）
  - 男性
    - 大3[1]（和式1・洋式2）
    - 小4[1]

  - 女性 : 7[1]（和式1・洋式6）
  - 多目的トイレ : 1[1]
- 給電スタンド[1]（24時間）
- スナック（8:30 - 19:00）[1]
- ショッピング（8:30 - 19:00）[1]
  - 店内で手作りのおにぎりを取り扱う[1]。
- 喫煙コーナー
- 自動販売機
- ペット用水飲み場

### 下り線（尾鷲方面）
- 駐車場
  - トレーラー : 2台
  - 大型 : 7台
  - 小型 : 22台[1]
  - 二輪 : 4台
  - 障害者専用 : 1台[1]
- トイレ（オストメイトトイレ・ベビーベッド・ベビーチェア完備）
  - 男性
    - 大3[1]（和式1・洋式2）
    - 小4[1]

  - 女性 : 7[1]（和式1・洋式6）
  - 多目的トイレ : 1[1]
- 給電スタンド[1]（24時間）
- スナック（8:30 - 19:00）[1]
- ショッピング（8:30 - 19:00）[1]
  - 大内山牛乳の各種製品を取り扱う[1]。
- 喫煙コーナー
- 自動販売機
- ペット用水飲み場

## 隣
E42 紀勢自動車道
(39) 勢和多気IC - 奥伊勢PA - (1) 大宮大台IC - (2) 紀勢大内山IC